# ライブ・ネイション
ライブネーション・エンタテイメント（Live Nation Entertainment、NYSE: LYV）はアメリカ合衆国カリフォルニア州ビバリーヒルズに本社を構える世界最大級のライブ・エンタテイメント企業。

## 概要
ライブネーション・エンタテインメントは、2010年にコンサート・プロモーター企業Live Nationと、大手チケットプラットフォームTicketmasterの統合により誕生した。ライブネーション・エンタテイメントは、Live Nation Concerts（コンサート部門）、Ticketmaster.com（チケット販売）、Artist Nation（アーティスト・マネジメント業務）、Live Nation Media・Sponsorship（広告・スポンサー事業）にて成立する。ライブネーション・エンタテイメントは、これらグループ関連企業の経営資源を活用することにより、同社が運営するライブ・イベントや様々なデジタル・プラットフォームを通して、800を超えるスポンサー関連企業に2億人強の消費者へのリーチを提供している。 
さらに、ライブネーション・エンタテインメントは「The Fillmore」（サンフランシスコ）、「the Hollywood Palladium」（ロサンゼルス）、「Ziggo Dome」（アムステルダム）、「The O2」（ダブリン）等大型コンサート施設や、「House of Blues」の会場を含む総数139箇所の会場の保有・運営を行うほか、これら会場の予約権と持分を保有する。 

## 歴史
2005年：Clear Channel Communicationsのエンタテイメント部門のスピンオフとしてLive Nationが設立される。CEOにマイケル・ラピーノが就任。
2006年：ハウス・オブ・ブルースを買収。
2007年：マドンナと10年契約を締結する。
2008年：U2と12年契約の締結を発表。ジェイ・Zとロック・ネイションを設立。
2010年：Live NationとTicketmasterの統合が米国司法省に承認され、ライブネーション・エンタテイメントが誕生する。
2012年：Live Nation Japanを設立。
2013年：大型EDMフェスティバルElectronic Daisy Carnival（EDC）の主催者として知られるイベントプロモーターInsomniac Eventsとの提携を発表。
2014年：Austin City Limits Music Festival, Voodoo Music + Arts Experience, Lollapaloozaを開催する米国の大手コンサートプロモーション企業C3 Presentsを買収。
2015年：Live Nation Germanyを設立。Live Nation Productionsを設立。Live Nation Productionsは2018年レディー・ガガとブラッドリー・クーパー主演による映画「A Star is Born」をプロデュースした。
2016年：アメリカ3大フェスの一つとして知られるBonnaroo Music & Arts Festivalの主催者として知られるAC Entertainmentを買収。南アフリカのコンサートプロモーターBig Concerts Internationalを買収。
2017年：BottleRock Napa Valley music festivalを買収。
2018年：Frank Productions、Emporium Presents、Red Mountain Entertainmentの過半数の株式を取得しコンサート部門を強化する。ブラジルのRock in Rioフェスティバルを買収。

## 日本での活動
2012年：クリエイティブマン・プロダクションと共同出資でLive Nation Japan合同会社を設立。同年5月にさいたまスーパーアリーナで開催されたレディー・ガガのThe Born This Way Ball開催を契機に日本での活動を本格的に開始する。
2014年：クリエイティブマン・プロダクションから少数持分を追加取得し、Live Nation Japan合同会社を完全子会社化。
2019年：有明アリーナの管理運営事業を担う特別目的会社（SPC）株式会社東京有明アリーナに出資。有明アリーナの運営・誘致業務に携わる。
2020年：生田慶一郎がLive Nation Japan合同会社の社長に就任。